# رودريغو فيلا
رودريغو فيلا (بالإسبانية: Rodrigo Vila) هو لاعب هوكي الحقل أرجنتيني، ولد في 23 أكتوبر 1981.

## وصلات خارجية
- رودريغو فيلا على موقع أوليمبيديا (الإنجليزية)